# Maaouya Ould Sid'Ahmed Taya
Maaouya Ould Sid'Ahmed Taya (arabă معاوية ولد سيد أحمد الطايع‎) (născut 1941), de asemenea translitiat ca Mu'awiya walad Sayyidi Ahmad Taya, a fost prim-ministrul Mauritaniei între 1981 și 1984 și președinte între 1984 și 2005. A ghidat Mauritania de la regula militară la democrație.